# Eric Rucker Eddison
Eric Rucker Eddison (Adel, Leeds (Yorkshire), 4 november 1882 - Marlborough, 18 augustus 1945) was een Brits schrijver.

## Persoonlijk leven
Eric Rucker Eddison werd geboren in Adel, een voorstadje van Leeds dat heden bij de stad Leeds hoort. Hij had één broer, Colin Rucker Eddison. Eric Eddison studeerde aan de Universiteit van Oxford, waar hij Noordse mythologie studeerde. Hij sprak vloeiend Grieks, Latijn, Frans en IJslands. In 1909 trouwde hij met Winifred Grace Henderson. Ze kregen twee kinderen, een zoon die omkwam in de Tweede Wereldoorlog als piloot van de Royal Air Force en een dochter, Jean Gudrun Rucker Eddison.
Hij werkte als ambtenaar bij het Britse ministerie van handel, waarvoor hij in 1924 werd onderscheiden in de Order of Saint Michael and Saint George en in 1929 in de Order of Bath. Op zijn 59e nam hij ontslag, omdat lijsten en statistieken hem niet meer boeiden. Hij stierf in 1945 aan een hartaanval.

## Carrière als schrijver
E.R. Eddison schreef al verhalen vanaf zijn tiende jaar, maar zijn schrijverscarrière begon pas in 1922, toen zijn high fantasy-avonturen boek De Worm Ouroboros uitkwam. Dit is ook zijn enige in het Nederlands vertaalde werk. Daarna schreef hij Styrbiorn the Strong (1926), dat gebaseerd was op de IJslandse Egil's Saga van de IJslandse schrijver Snorri Sturluson. Ook vertaalde hij de originele Egil's Saga in het Engels (1930).
Hierna begon hij aan de Zimiamvian Trilogy, bestaande uit de boeken Mistress of Mistresses (1935), A Fish Dinner in Memison (1941) en The Mezentian Gate (onvoltooid, door zijn weduwe uitgegeven in 1958). 